# Ellen MacArthur
Ellen Patricia MacArthur (Whatstandwell, 8 juli 1976) is een voormalig Britse zeilster. Ze werd bekend door haar prestaties als solo-zeilster in langeafstandswedstrijden over de oceaan. Ze mag de titel Dame voor haar naam dragen.
MacArthur kwam al jong in aanraking met het zeilen, onder meer op het zeiljacht van haar tante. Op haar zeventiende kocht ze haar eerste zeilboot, die ze Iduna doopte. Een jaar later zeilde ze de Iduna rond Groot-Brittannië. In 1997 deed ze mee aan de Mini Transat, een solowedstrijd over de Atlantische Oceaan. In 1998 won ze de 50-voet-klasse van de Route du Rhum, eveneens een Atlantische solowedstrijd.

## Vendée Globe
Haar grote doorbraak kwam met haar deelname aan de Vendée Globe 2000-2001, de vierde editie van deze zware non-stop solowedstrijd rond de wereld. Ze was toen 24 jaar, en was daarmee de jongste deelnemer tot dan toe. Gedurende de wedstrijd streed ze met haar jacht Kingfisher voortdurend met Michel Desjoyeaux om de koppositie. Een aanvaring met een zeecontainer en de daardoor benodigde reparaties deden haar de das om, en ze finishte na 94 dagen, 4 uur en 25 minuten als tweede achter Desjoyeaux. Deze prestatie bezorgde haar internationale bekendheid. Ze ontving in 2001 de belangrijkste zeilprijs, de ISAF World Sailor of the Year Award, en werd benoemd tot Lid in de Orde van het Britse Rijk.
In 2002 won MacArthur de IMOCA-60-klasse van de Route du Rhum. In 2003 deed ze een poging om de Jules Verne Trofee te winnen, maar moest opgeven in de Zuidelijke Oceaan met een gebroken mast. In januari 2004 werd haar nieuwe trimaran B&Q onthuld, speciaal ontworpen voor haar pogingen tot zeilrecords. In 2004 deed ze een eerste poging om de Atlantische Oceaan in recordtijd over te steken in west-oostelijke richting. Uiteindelijk kwam ze vijf kwartier te kort op de snelste tijd, maar met haar tijd van 7 dagen, 3 uren en 49 minuten is ze nog steeds de snelste vrouw op deze afstand.

## Snelste rond de wereld

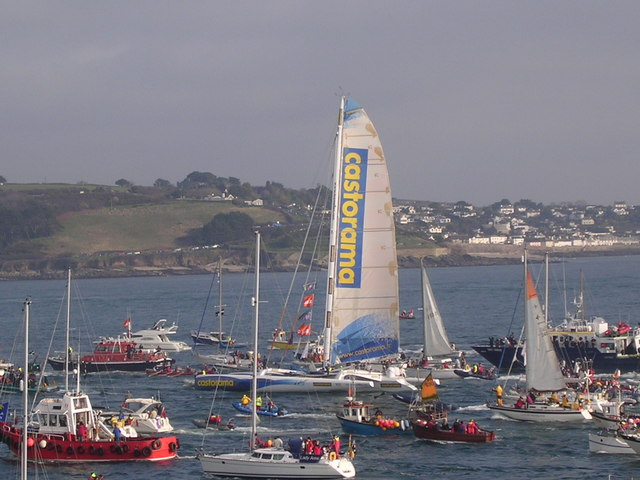
Aankomst van MacArthur in 2005

Op 28 november 2004 vertrok ze op B&Q/Castorama voor een recordpoging non-stop de wereld rond zeilen. Na 71 dagen, 14 uren, 18 minuten en 33 seconden zeilde ze op 7 februari 2005 haar trimaran over de finishlijn bij het Franse eilandje Ouessant. Ze verbrak daarmee het bestaande record van de Fransman Francis Joyon met 1 dag, 8 uren en 35 minuten. Ze legde de 50660 kilometer af met een gemiddelde snelheid van 29,5 kilometer per uur.
Een dag na haar aankomst werd ze benoemd tot dame in de Orde van het Britse Rijk, en werd daarmee de jongste dame ooit. In 2005 werd ze opnieuw benoemd tot ISAF Zeilster van het jaar, en ontving ze de Laureus World Sports Award voor Actiesporter van het Jaar. Ook ontving ze de eretitel Lieutenant commander in de Royal Naval Reserve, en werd ze in maart 2008 benoemd tot ridder in het Franse Legioen van Eer. MacArthur behield haar wereldrecord tot januari 2008, toen Joyon het met meer dan 14 dagen verbeterde tot 57 dagen, 13 uren en 34 minuten.

## Verdere carrière
In oktober 2009 maakte MacArthur bekend dat ze stopte met het professionele zeilen. Hoewel ze nog overwoog om deel te nemen aan de Vendée Globe 2008-2009, wilde ze zich gaan inzetten voor een duurzaam gebruik van de aarde en haar hulpstoffen. Ze richtte de Ellen MacArthur Foundation op, waarmee ze een circulaire economie op basis van herbruikbare grondstoffen promoot.
In 2002 schreef MacArthur haar eerste autobiografie genaamd Taking on the World. Ze richtte in 2003 de Ellen MacArthur Cancer Trust op, een liefdadigheidsinstelling die jongeren via het zeilen helpt te herstellen van kanker, leukemie en andere grote ziekten. In 2005 publiceerde ze haar boek Race Against Time, in september 2010 volgde haar tweede autobiografie onder de naam Full Circle.
In 2005 reed MacArthur de snelste ronde als "star in a reasonably priced car" over het Top Gear-circuit in een Suzuki Liana. Ze versloeg daarmee o.a. Simon Cowell en Jimmy Carr, die lange tijd de lijst aanvoerden.